# كاسبر سكيبيكي
كاسبر سكيبيكي هو لاعب كرة قدم بولندي يلعب كمهاجم مع نادي ليجيا وارسو.